# Hypselodelphys
Genre
Hypselodelphys est un genre de plantes de la famille des Marantaceae.

## Liste d'espèces
Selon Catalogue of Life (1 juillet 2020) :
- Hypselodelphys hirsuta (Loes.) Koechlin
- Hypselodelphys lopei A.C.Ley
- Hypselodelphys poggeana (K.Schum.) Milne-Redh.
- Hypselodelphys scandens Louis & Mullend.
- Hypselodelphys triangularis Jongkind
- Hypselodelphys velutina Jongkind
- Hypselodelphys violacea (Ridl.) Milne-Redh.
- Hypselodelphys zenkeriana (K.Schum.) Milne-Redh.

Selon NCBI (1 juillet 2020) :
- Hypselodelphys hirsuta
- Hypselodelphys poggeana
- Hypselodelphys scandens
- Hypselodelphys triangularis
- Hypselodelphys velutina
- Hypselodelphys violacea

Selon The Plant List (1 juillet 2020) :
- Hypselodelphys hirsuta (Loes.) Koechlin
- Hypselodelphys poggeana (K.Schum.) Milne-Redh.
- Hypselodelphys scandens Louis & Mullend.
- Hypselodelphys triangularis Jongkind
- Hypselodelphys velutina Jongkind
- Hypselodelphys violacea (Ridl.) Milne-Redh.
- Hypselodelphys zenkeriana (K.Schum.) Milne-Redh.

Selon Tropicos (1 juillet 2020) (Attention liste brute contenant possiblement des synonymes) :
- Hypselodelphys hirsuta (Loes.) Koechlin
- Hypselodelphys lopei A.C. Ley
- Hypselodelphys poggeana (K. Schum.) Milne-Redh.
- Hypselodelphys scandens Louis & Mullend.
- Hypselodelphys triangularis Jongkind
- Hypselodelphys velutina Jongkind
- Hypselodelphys violacea (Ridl.) Milne-Redh.
- Hypselodelphys zenkeriana (K. Schum.) Milne-Redh.